# ماریا فرناندا الوارز تران
 ماریا فرناندا الوارز تران (انگلیسی: María Fernanda Álvarez Terán؛ زاده ۲۸ فوریهٔ ۱۹۸۸) یک تنیس‌باز اهل بولیوی است.